# 海秀快速路
海秀快速路，是中国海南省海口市的一条高架快速路，也是海南省第一条城市高架快速路。起点位于海口市国兴大道西段，终点位于海口火车站附近并连接G15沈海高速连接线，线路全长21.2公里，全程限速90km/h。海秀快速路将海口东西两端连接了起来，从国兴大道省政府处行驶到西海岸只需要约20分钟左右；并同时串联了海口市的多条立交桥枢纽，例如南大桥、丘海大道立交桥等。

## 建设历程
一期工程（国兴大道-长滨路）于2013年3月份开工，于2016年7月21日实现功能性通车。二期工程（长滨路-海口火车站）于2018年11月28日开工，已于2021年2月1日通车。另有三期工程（海口火车站-澄迈老城）规划中。

## 出口列表
| 地区                                                                                         | 里程 | 类型   | 名称     | 连接                            | 说明       |
| -------------------------------------------------------------------------------------------- | ---- | ------ | -------- | ------------------------------- | ---------- |
| 海口市                                                                                       |      | 出入口 | 龙昆南   | 龙昆南路 南大桥                 | 海口东站   |
| 海口市                                                                                       |      | 出入口 | 丘海     | 丘海大道                        |            |
| 海口市                                                                                       |      | 出入口 | 永万路   | 永万路                          |            |
| 海口市                                                                                       |      | 出入口 | 长天路   | 长天路                          |            |
| 海口市                                                                                       |      | 出入口 | 长彤路   | 长彤路 海口绕城高速公路         |            |
| 海口市                                                                                       |      | 出入口 | 长滨路   | 长滨路                          | 海口市政府 |
| 海口市                                                                                       |      | 出入口 | 长荣路   | 长荣路                          |            |
| 海口市                                                                                       |      | 出入口 | 长阳路   | 长阳路                          |            |
| 海口市                                                                                       |      | 出入口 | 海涛东路 | 海涛东路                        |            |
| 海口市                                                                                       |      | 出入口 | 海秀     | 粤海大道 沈海高速公路海口连接线 | 海口站     |
| 1.000 英里 = 1.609 千米；1.000 千米 = 0.621 英里 并行路段 • 已关闭／取消 • 限制进入 • 未开放 |      |        |          |                                 |            |

## 问题

### 龙昆南路上高速不便
在海秀快速路的设计中并没有预留由龙昆南路直接驶入的匝道，导致如果需要从龙昆南路驶入快速路较不便。